# Ascq
Ascq es un pueblo en el norte de Francia, situada en el río Marque, a siete kilómetros de la frontera belga. Pueblo agrícola hasta la Revolución Industrial, ahora es una zona residencial que forma parte de la ciudad de Villeneuve-d'Ascq.
Ascq es conocido por la matanza de Ascq de 1 de abril de 1944, cuando la población fue víctima de abuso y 86 civiles inocentes fueron fusilados. El pueblo fue galardonado con la Croix de guerre 1939-1945 y la Legión de Honor.